# Michelle Wolf
Ne doit pas être confondu avec Michelle Wolff.
Pour les articles homonymes, voir Wolf.
Michelle Wolf est une comédienne américaine née le 21 juin 1985 à Hershey, Pennsylvanie. Elle se fait connaître en jouant et en écrivant des sketchs pour The Daily Show. En 2018, elle est la comédienne invitée au dîner annuel de l'Association des correspondants de la Maison-Blanche et le contenu de son sketch suscite une polémique dans les médias américains.

## Biographie
Wolf fait ses études au Collège de William et Mary. Elle en sort diplômée en kinésiologie en 2007. Au sortir de ses études, elle travaille dans de grandes banques d'investissement : d'abord Bear Stearns, puis, JPMorgan Chase, après le rachat par cette dernière de Bear Stearns en 2008.
Vers 2008, Wolf prend des cours de théâtre d'improvisation, puis en stand-up. En juillet 2014, elle joue pour la première fois à la télévision dans Late Night with Seth Meyers. Elle écrit aussi des sketchs pour l'émission.
En avril 2016, Wolf rejoint l'équipe de The Daily Show, dirigée alors par Trevor Noah.
En 2017, son spectacle Michelle Wolf: Nice Lady est diffusé par HBO et devient populaire.
En mai 2018, elle est choisie pour jouer au dîner annuel de l'Association des correspondants de la Maison-Blanche (WHCA). Son sketch est une critique acide des médias et de l'administration Trump et de ses mensonges et en particulier de la porte-parole du président, Sarah Huckabee Sanders. La chaîne C-SPAN qui diffuse en direct le spectacle de Wolf décide d'en interrompre la diffusion à la moitié par peur d'être sanctionné par la FCC pour d'éventuelles insultes dans le spectacle. Le contenu du spectacle de Wolf provoque plusieurs polémiques et montre un large écart entre les journalistes qui la soutiennent et ceux qui la critiquent. Le président Trump critique publiquement la comédienne et demande à ses conseillers d'organiser aussi une critique générale,. En novembre 2018, la WHCA décide, pour 2019, d'inviter non plus un humoriste mais l'historien Ron Chernow pour parler de la liberté de la presse, un sujet très actuel alors que le président Trump accuse certains médias d'être des « ennemis du peuple ». En réponse au choix de ne pas inviter d'humoriste faire un sketch, Wolf traite l'association de « lâche » et de « complice » (de l'administration Trump).
Le talk-show The Break with Michelle Wolf dont elle est le personnage principal est diffusée sur Netflix à partir de mai 2018. Trois mois plus tard, Netflix choisit de ne pas renouveler l'émission pour une nouvelle saison : les 10 épisodes de son talk-show à teneur hautement politique n'ont pas obtenu suffisamment d'intérêt du public,.